# Okno (film dokumentalny)
Okno – czarno-biały film dokumentalny Piotra Andrejewa z 1979 roku.

## O filmie
W 1979 roku z okazji jubileuszu 25-lecia swego istnienia Festiwal Filmów Krótkometrażowych w Oberhausen ogłosił konkurs na film 3-minutowy na temat "Moje okno" ("Mein Fenster").
Na konkurs nadesłano 117 filmów, w tym kilkanaście z Polski. Film Andrejewa to dokumentalna rejestracja pierwszych lekcji czytania alfabetu Braille'a dla niewidomych dzieci w Zakładzie dla Niewidomych w Laskach pod Warszawą. 
Film został on nakręcony przy użyciu dwóch kamer w obudowach dźwiękoszczelnych w czasie prawdziwych lekcji, w ciągu zaledwie trzech godzin. Kierownictwo Zakładu dla Niewidomych w Laskach uważało, że ponieważ niewidome dzieci, uczniowie Zakładu, nigdy nie będą mogły zobaczyć kręconego o nich filmu, zostaną w istocie wykorzystane do jego realizacji. Argument przybliżenia ich losu innym widzom, przeważył na rzecz ograniczonej zgody Zakładu na zdjęcia. 
Autor zdjęć - Zbigniew Wichłacz zdecydował się użyć czarno-białego materiału 35 mm, używanego do produkcji dźwięku w filmie (tzw. negatywu tonu), którego cechą jest niezwykła kontrastowość. Nakręcono ponad 2000 m materiału, gotowy film ma wraz z czołówką 90 m. 
Andrejewowi chodziło w filmie o uchwycenie momentu satysfakcji na twarzy dziecka w momencie, gdy zaczyna rozumieć czytany tekst. Zastąpił on sylaby czytanego słowa dźwiękami muzyki, które układają się w finale filmu w melodię. Uważna kamera Wichłacza oraz montaż Marii Mastalińskiej zrobiły z "Okna" krótki, konsekwentnie opowiedziany film dokumentalny.
Film otrzymał w Oberhausen I Nagrodę, jednocześnie III Nagroda została przyznana Zbigniewowi Rybczyńskiemu za zrealizowany w Austrii film "Mein Fenster".

## Nagrody
- I Nagroda w Konkursie "Mein Fenster", Westdeutsche Kurzfilmtage, Oberhausen 1979
- Dyplom Honorowy Jury za "Odkrywcze użycie formy filmowej", Festiwal Filmów Krótkometrażowych w Tampere, 1981